# Đuro Pilar
Đuro Pilar (Brod na Savi, 22 de abril de 1846-Zagreb, 19 de mayo de 1893) fue un geólogo y profesor croata, rector de la Universidad de Zagreb.

## Biografía
Pilar tuvo, por su madre (Tereza Čulić de Derventa), una fuerte relación familiar con Bosnia.
Tuvo una formación muy extensa. Cursó los primeros estudios en Esseg, Zagreb, y Osijek. Más tarde, estudió en la Universidad Libre de Bruselas (Ciencias Naturales desde 1865), la Sorbona (desde 1869), y la École de Chimie (desde 1869, química) en París. Se doctoró en 1868 y logró el título de docente.
Desde 1875 trabajó como profesor regular en la Facultad de Filosofía de la Universidad de Zagreb (hasta 1928 Mudroslovni fakultet). Fue el director del Departamento Mineralógico-geológico del museo popular de Zagreb y un miembro pleno de la Academia Yugoslava de Ciencias y Artes desde 1875. Fue también miembro de la Real Academia Serbia.
Pilar fue el primer rector de la Universidad de Zagreb con formación en ciencias naturales, y también el primer croata en ser profesor en el Departamento de Matemáticas. Sirvió como decano durante dos mandatos, como rector de la universidad en el año académico 1884-1885, y como prorector al año siguiente. En 1874 fundó con unos compañeros la Asociación de Alpinistas Croata, y en 1885 la Asociación Croata de Ciencias Naturales.
Como geólogo versátil, Pilar estudió la hidrología de las formaciones de karst. Investigó sobre terremotos, objetos espeleológicos y yacimientos de carbón. Como ajedrecista amateur, fue uno  de los organizadores de acontecimientos ajedrecísticos en Zagreb, siendo ganador del primer torneo ajedrecístico en la ciudad en 1886. Una calle de Zagreb y una escuela elemental en Slavonski Brod llevan su nombre en su honor.

## Publicaciones
- Osnovi abisodinamike (1880)
- Geološka opažanja u zapadnoj Bosni. Istraživanja Dios. 1879. (Rad JAZU, Tomo 16; 1882)
- Flora fossilis Susedana (1883)